# Christian Zeitz
Christian Zeitz (Heidelberg, 18 de octubre de 1980) es un jugador de balonmano alemán que juega de lateral derecho en el TVB Stuttgart. Fue un componente de la selección de balonmano de Alemania.
Con la selección ganó la medalla de oro en el Campeonato Mundial de Balonmano Masculino de 2007 y en el Campeonato Europeo de Balonmano Masculino de 2004, y las medallas de plata en los Juegos Olímpicos de Atenas  2004, en el Campeonato Mundial de Balonmano Masculino de 2003 y en el Campeonato Europeo de Balonmano Masculino de 2002.

## Palmarés

### THW Kiel
- Liga de Alemania de balonmano (9): 2005, 2006, 2007, 2008, 2009, 2010, 2012, 2013, 2014
- Copa de Alemania de balonmano (7): 2007, 2008, 2009, 2011, 2012, 2013, 2017
- Supercopa de Alemania de balonmano (6): 2005, 2007, 2008, 2011, 2012, 2014
- Liga de Campeones de la EHF (3): 2007, 2010, 2012
- Copa EHF (1): 2004
- Supercopa de Europa de Balonmano (1): 2007
- Mundialito de clubes (1): 2011

### MKB Veszprém
- Liga húngara de balonmano (2): 2015, 2016
- Copa de Hungría de balonmano (2): 2015, 2016
- Liga SEHA (2): 2015, 2016

## Clubes
- TSV Östringen (1986-2002)
- SG Wallau/Massenheim (2002-2003)
- THW Kiel (2003-2014)
- MKB Veszprém (2014-2016)
- THW Kiel (2016-2018)[2]
- SG Nußloch (2018-2020)
- TVB Stuttgart (2020- )

Minden